# Ploiești
Ploieşti là một thành phố România. Thành phố thuộc hạt Prahova. Đây là thành phố lớn thứ 9 quốc gia này. Thành phố Ploieşti có dân số 232.527 người (theo điều tra dân số năm 2002), diện tích km2. Thành phố có độ cao 150 mét trên mực nước biển.